# Liga distrital del Cercado de Lima 2010
Fue la edición del 2010 de la Primera División de la Liga distrital del Cercado de Lima en la que solo participan equipos del mencionado distrito y que es el primer torneo que estos equipos deberán disputar para aspirar llegar al Campeonato Descentralizado 2011 o al Torneo de Segunda División 2011. El sistema del campeonato fue; primero se jugaron dos grupos de cinco equipos (todos contra todos en cancha neutral y descansa uno de cada grupo por fecha), y luego los dos primeros de cada grupo clasificarán a las semifinales, y los ganadores de cada serie jugarán una final para poder tener un campeón de distrito.
Todo el torneo se desarrolló en el Estadio Santa Lucía de Cercado ya que como todos los equipos son del mismo distrito no había problema para escoger una sede neutral. Para el Interligas de ese año clasificaron solo el campeón y el subcampeón; Estudiantil Ascope y Jardín Primavera. Mientras que Dos de Mayo quedó relegado a la Segunda División distrital.

## Primera Fase[1]
| #  | Equipo             | PJ | Pts |
| -- | ------------------ | -- | --- |
| 1º | Estudiantil Ascope | 4  | 12  |
| 2º | Jardín Primavera   | 4  | 9   |
| 3º | Defensor América   | 4  | 6   |
| 4º | Juventud Muña      | 4  | 3   |
| 5º | Perpetuo Socorro   | 4  | -3  |

| #  | Equipo                      | PJ | Pts |
| -- | --------------------------- | -- | --- |
| 1º | Unión Manuel Scorza         | 4  | 9   |
| 2º | Porvenir Buenos Aires       | 4  | 9   |
| 3º | Juventud Villa María        | 4  | 4   |
| 4º | Independiente San Ildefonso | 4  | 4   |
| 5º | Dos de Mayo                 | 4  | 3   |

|  |                             |
|  | Clasificado a la Semifinal. |
|  | Play-off por el descenso.   |

## Segunda fase
|  | Semifinales           | Semifinales        |   |             | Final                    | Final |  |
|  |                       |                    |   |             |                          |       |  |
|  |                       |                    |   |             |                          |       |  |
|  |                       |                    |   |             |                          |       |  |
|  | Unión Manuel Scorza   | 1                  |   |             |                          |       |  |
|  | Jardín Primavera      | 2                  |   |             |                          |       |  |
|  |                       |                    |   |             |                          |       |  |
|  |                       |                    |   |             |                          |       |  |
|  |                       |                    |   |             | Jardín Primavera         | 1     |  |
|  |                       | Estudiantil Ascope | 2 |             |                          |       |  |
|  |                       |                    |   |             |                          |       |  |
|  |                       |                    |   |             |                          |       |  |
|  |                       |                    |   |             | Play-off por el Descenso |       |  |
|  |                       |                    |   |             |                          |       |  |
|  | Estudiantil Ascope    | 1 (7)              |   | Dos de Mayo | 0                        |       |  |
|  | Porvenir Buenos Aires | 1 (6)              |   |             | Perpetuo Socorro         | 3     |  |

| Perú               |
| Campeón            |
| Estudiantil Ascope |